# Stryphnodendron microstachyum
Stryphnodendron microstachyum är en ärtväxtart som beskrevs av Eduard Friedrich Poeppig. Stryphnodendron microstachyum ingår i släktet Stryphnodendron och familjen ärtväxter. Inga underarter finns listade i Catalogue of Life.